# 北九州市立小森江小学校
北九州市立小森江小学校（きたきゅうしゅうしりつ こもりえしょうがっこう）は、福岡県北九州市門司区に開校した公立小学校。

## 概要
- 本校は、少子化による児童数減少により、小森江西小学校と小森江東小学校の規模適正化などにより、開校する[2]。
- なお、校舎は、開校から2年間は小森江西小学校の校舎を使用し、2025年（令和7年）度から小森江東小学校の校舎を使用する[3]。

## 沿革
出典
- 2020年（令和2年）9月29日 - 小森江西小学校・小森江東小学校統合準備委員会は、統合校名を「小森江小学校」と決定[5]。
- 2022年（令和4年）3月18日 -  小森江西小学校・小森江東小学校統合準備委員会は、「小森江小学校」校舎位置と校章を決定[6]。
- 2023年（令和5年）
  - 4月1日 - 小森江西・小森江東の両小学校を統合し、小森江小学校開校。
  - 4月7日 - 開校式挙行[7]。同日、着任式と最初の始業式挙行[8]。
  - 4月12日 - 第1回入学式挙行[8]。
  - 6月3日 - 第1回運動会開催[8]。
  - 9月4日 - プール開き挙行。
- 2024年（令和6年）
  - 3月18日 - 第1回卒業証書授与式挙行。
  - 3月24日 - 最初の修了式と離任式挙行。
  - 4月1日 - 2学期制に移行。

## 通学区域と進学先中学校
出典

### 通学区域
特記無き地区は全域
- 風師1丁目
- 風師2丁目
- 風師3丁目
- 風師4丁目
- 片上海岸（1番～7番）
- 片上町
- 北川町
- 葛葉1丁目
- 葛葉2丁目
- 葛葉3丁目（1番～8番）
- 小森江1丁目
- 小森江2丁目
- 小森江3丁目
- 大里東1丁目（1番1号～1番8号、1番9号の一部、1番29号の一部）
- 大里東2丁目（1番2号～1番9号、7番）
- 大里元町
- 西海岸2丁目（2番～5番）
- 西海岸3丁目
- 羽山1丁目
- 羽山2丁目
- 二タ松町（1番～5番、6番1号～6番15号、7番3号、7番5号、7番7号～7番10号、7番13号、7番17号～7番21号、7番23号～7番27号、8番1号～8番18号、8番20号、9番～11番）
- 南本町
- 矢筈町

### 進学先中学校
- 北九州市立門司中学校

## 学校周辺
- 羽山川 - 校地のすぐ南側を流れる。
- 市立北川町西公園 - 市道をはさんで、敷地が隣接。
  - このほか、北川町西公園以外の公園も点在する。
- 市営二タ松町団地
  - このほか、民営のマンションなども点在する。
- 門司小森江郵便局
- 国道3号
- 北九州市小森江西市民センター
- 教正寺
  - このほか、教正寺以外の神社仏閣も点在する。
- 北九州市立門司特別支援学校
- 林芙美子文学碑
- JR鹿児島本線

## アクセス
- 西鉄バス北九州「二タ松町」バス停下車後、徒歩約230m・約4分。
  - 停車系統は、「70」・「72」・「74」・「77」・「95」の各系統。